# Narapatisithu

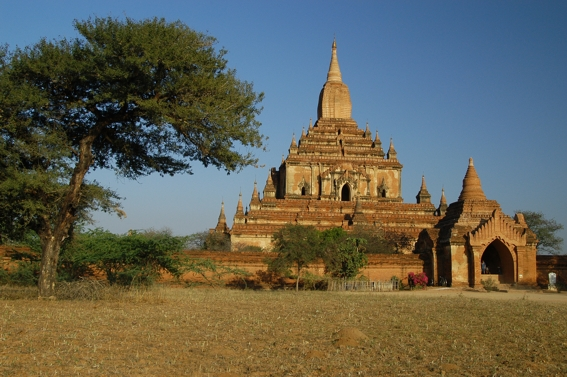
Le temple du Sulamani (1183)

Narapatisithu (birman နရပတိစည်သူ, nəɹąpətį sìθù, 23 août 1138 — 18 août 1211) fut le septième souverain du Royaume de Pagan, en Birmanie. Il succéda à son frère Naratheinkha, assassiné par des rebelles en 1173, et régna jusqu'en 1210. Ce fut une période de stabilité, durant laquelle il put effectuer de nombreuses constructions dans sa capitale (l'actuelle Bagan).
C'est aussi sous son règne que la culture birmane s'émancipa vraiment des cultures mones et pyus, et que l'écriture birmane devint la plus utilisée dans les inscriptions.
Son fils Htilominlo lui succéda.

## Quelques monuments bâtis sous Narapatisithu
- Dhammayanzika
- Temple de Gawdawpalin (terminé par son fils)
- Temple du Sulamani